# Söderbärke distrikt
Söderbärke distrikt är ett distrikt i Smedjebackens kommun och Dalarnas län. Distriktet ligger omkring Söderbärke i södra Dalarna.

## Tidigare administrativ tillhörighet
Distriktet inrättades 2016 och utgörs av Söderbärke och Malingsbo socknar i Smedjebackens kommun.
Området motsvarar den omfattning Söderbärke församling hade vid årsskiftet 1999/2000 och som den fick 1970 när socknarnas församlingar gick samman.

## Tätorter och småorter
I Söderbärke distrikt finns två tätorter och tre småorter.

### Tätorter
- Söderbärke
- Vad

### Småorter
- Kolpebo
- Sörbo
- Viksberg